# Germán González (beisbolista)
Germán José González Caraballo (Río Caribe, Sucre, 7 de marzo de 1962) es un exbeisbolista venezolano que jugó en la posición de lanzador en la Major League Baseball con el equipo Minnesota Twins (1988-89).